# La resurrezione
La resurrezione (HWV 47) és un oratori compost per Georg Friedrich Händel, amb un llibret de Carlo Sigismondo Capece (1652–1728). Capece era poeta de la cort de la reina Marie Casimire de Polònia, qui vivia en un exili a Roma. L'estrena fou el diumenge de pasqua, un 8 d'abril de 1708, a Roma, amb el suport del marquès Francesco Ruspoli, patró de Händel en aquell període. L'obra detalla els esdeveniments entre Divendres Sant i diumenge de pasqua. L'acció la porta els recitatius, i en les àries hi ha l'exploració del caràcter i l'expressió de l'estat d'ànim. Els personatges del teatre litúrgic que apareix en aquest oratori són Llucifer (baix), Maria Magdalena (soprano), un àngel (soprano), Joan Evangelista (tenor), i Maria de Clopas (contralt).
Altres catàlegs de Händel identifiquen l'obra com a HG xxxix; i HHA i/3.

## Estrena
En l'estrena es va utilitzar una gran orquestra amb 39 instruments de corda de diferents tipus, 1 viola da gamba, 2 trumpetes, 1 trombó, i 4 oboès. La posada en escena i el decorat també eren els d'una producció generosa, encara que la censura Romana d'aquella època havia prohibit l'òpera, La resurrezione era certament una aposta operística. Es va representar al Palazzo <i>Ruspoli</i> a la sala principal. Per a l'orquestra es va construir una sèrie de seients adossats, corbats cap al públic i elevats a la part posterior.
El paper de Maria Magdalena va ser cantat per la soprano Margherita Durastanti. La participació de dones havia sigut prohibida per un edicte papal, i el Papa va demanar a Ruspoli que més endavant no contractés dones. En les següents actuacions, el paper de Maria Magdalena va ser interpretat per un castrato;en aquest cas, un cantant anomenat "Pippo", que estava al servei de la Reina anterior a Casimire. Durastanti, més tard, va cantar a l'Agrippina de Handel. L'ària "Ho un non so che", que ella havia interpretat com a Maria Magdalena en el moment que anticipa la resurrecció, apareix a Agrippina, tanmateix en un context diferent.
A l'estrena, els violins de La resurrezione van ser dirigits pel famós Arcangelo Corelli (qui també va dirigir l'obra). O més probablement, Ernst Christian Hesse, qui tocava l'exigent solo de viola de gamba.

## Repartiment
| Funció                | Tipus de veu                | Premiere Llançat, 8 d'abril de 1708 |
| --------------------- | --------------------------- | ----------------------------------- |
| Lucifer               | Baix                        | Cristofano Cinotti                  |
| Mary Magdalene        | soprano                     | Margherita Durastanti               |
| Un àngel              | soprano castrato            | Matteo Berselli                     |
| St John l'Evangelista | Tenor                       | Vittorio Chiccheri                  |
| St Mary Cleophas      | alto castrato (en travesti) | Pasquale Betti (Pasqualino)         |

## Estructura
| Part | Tipus     | Veu                                       | Nom                                        |
| ---- | --------- | ----------------------------------------- | ------------------------------------------ |
| I    | Overture  |                                           |                                            |
| I    | Ària      | Angel                                     | Disserratevi, o porte d'Averno             |
| I    | Recitatiu | Lucifer                                   | Qual insolita luce                         |
| I    | Ària      | Lucifer                                   | Caddi, è ver, ma nel cadere                |
| I    | Recitatiu | Lucifer, Angel                            | Ma che veggio? Di spiriti a me nemici      |
| I    | Ària      | Angel                                     | D'amor fu consiglio                        |
| I    | Recitatiu | Lucifer, Angel                            | E ben, questo Nume                         |
| I    | Ària      | Lucifer                                   | O voi dell'Erebo                           |
| I    | Recitatiu | Mary Magdalene                            | Notte, notte funesta                       |
| I    | Ària      | Mary Magdalene                            | Ferma l'ali, e sui miei lumi               |
| I    | Recitatiu | St Mary Cleophas, Mary Magdalene          | Concedi, o Maddalena                       |
| I    | Ària      | St Mary Cleophas                          | Piangete, sì, piangete                     |
| I    | Recitatiu | Mary Magdalene, St Mary Cleophas          | Ahi dolce mio Signore                      |
| I    | Duet      | Mary Magdalene, St Mary Cleophas          | Dolci chiodi, amate dors                   |
| I    | Recitatiu | St John, Mary Magdalene                   | O Cleofe, o Maddalena                      |
| I    | Ària      | St John                                   | Quando è parto dell'affetto                |
| I    | Recitatiu | St Mary Cleophas, St John, Mary Magdalene | Ma dinne, e sarà vero                      |
| I    | Ària      | St Mary Cleophas                          | Naufragando va per l'onde                  |
| I    | Recitatiu | St John, Mary Magdalene                   | Itene pure, o fide                         |
| I    | Ària      | St John                                   | Così la tortorella talor piange e si lagna |
| I    | Recitatiu | Mary Magdalene                            | Se Maria dunque spera                      |
| I    | Ària      | Mary Magdalene                            | Ho un non so che nel cor                   |
| I    | Recitatiu | Angel                                     | Uscite pur, uscite                         |
| I    | Final     | Tot                                       | Il Nume vincitor                           |
| II   | Obertura  |                                           |                                            |
| II   | Recitatiu | St John                                   | Di quai nuovi portenti                     |
| II   | Ària      | St John                                   | Ecco il sol, ch'esce dal euga              |
| II   | Recitatiu | St John                                   | Ma ove Maria dimora                        |
| II   | Ària      | Angel                                     | Risorga il mondo                           |
| II   | Recitatiu | Angel                                     | Di rabbia indarno freme                    |
| II   | Recitatiu | Lucifer, Angel                            | Misero! Ho pure udito?                     |
| II   | Ària      | Lucifer                                   | Per celare il nuovo scorno                 |
| II   | Recitatiu | Angel                                     | Oh vingut cieco il tuo furor delira!       |
| II   | Duet      | Lucifer, Angel                            | Impedirlo saprò!                           |
| II   | Recitatiu | Mary Magdalene, St Mary Cleophas          | Amica, troppo tardo                        |
| II   | Ària      | Mary Magdalene                            | Per mi già di morire                       |
| II   | Recitatiu | Lucifer                                   | Ahi, abborrito nome!                       |
| II   | Ària      | St Mary Cleophas                          | Vedo il ciel, che più sereno               |
| II   | Recitatiu | Mary Magdalene, St Mary Cleophas, Angel   | Cleofe, siam giunte al luogo               |
| II   | Ària      | Angel                                     | Se Per colpa di donna infelice             |
| II   | Recitatiu | Mary Magdalene                            | Mio Gesù, mio Signore                      |
| II   | Ària      | Mary Magdalene                            | Del ciglio dolente                         |
| II   | Recitatiu | St Mary Cleophas                          | Sì, sì cerchiamo pur                       |
| II   | Ària      | St Mary Cleophas                          | Augeletti, ruscelletti                     |
| II   | Recitatiu | St John, St Mary Cleophas                 | Dove sì frettolosi                         |
| II   | Ària      | St John                                   | Caro Figlio, amato Dio                     |
| II   | Recitatiu | Mary Magdalene, St John, St Mary Cleophas | Cleofe, Giovanni, udite                    |
| II   | Ària      | Mary Magdalene                            | Se impassibile, immortale                  |
| II   | Recitatiu | Mary Magdalene, St Mary Cleophas, St John | Sì, sì col Redentore                       |
| II   | Final     | Tot                                       | Diasi lode in cielo, in terra              |